# Aeropuerto Internacional Arturo Merino Benítez
Aeropuerto Internacional Arturo Merino Benítez (SCL/SCEL) is de nationale luchthaven van Chili. In 2009 werden ruim 9 miljoen passagiers verwerkt. In dat jaar steeg met name het binnenlandse verkeer (+7,4%), terwijl het internationale verkeer daalde (-5,9%).
Het is de thuisluchthaven van LAN Airlines, de nationale luchtvaartmaatschappij van Chili. De luchthaven is gelegen in Pudahuel, ten noordwesten van de Chileense hoofdstad Santiago, en is goed te bereiken met de auto maar ook met openbaar vervoer (bus en taxi). Op de luchthaven zijn ook auto's te huren bij de bekende grote verhuurders als Avis, Hertz, Budget en Sixt.

## Geschiedenis
In de jaren 50 van de 20e eeuw besloot president Carlos Ibañez del Campo tot het bouwen van een nationaal netwerk van luchthavens in Chili om het hoofd te kunnen bieden aan de groeiende, moderne luchtvaart. In 1961 werd daarom begonnen met de aanleg van "Aeropuerto Pudahuel", de voorloper van de huidige luchthaven. Aeropuerto Pudahuel werd uiteindelijk op 9 februari 1967 officieel in gebruik genomen. Op 19 maart 1980 werd de naam gewijzigd in de huidige naam, Arturo Merino Benítez, als eerbetoon aan de grondlegger van de chileense luchtmacht en tevens voorvechter van de commerciële en militaire luchtvaart in Chili, Comodoro Arturo Merino Benítez.
Om de groeiende stroom van passagiers en vracht goed te kunnen blijven verwerken, werd op 14 februari 1994 de huidige terminal in gebruik genomen. De oude terminal wordt nu nog enkel gebruikt voor lokale vluchten. Op 27 februari 2010 werd de luchthaven tijdelijk gesloten vanwege de zware aardbeving die Chili die dag trof. In de gehele terminal moesten plafonds en andere schade hersteld worden, waardoor zowel aankomende als vertrekkende passagiers (gedeeltelijk) in tenten op de parkeerterreinen werden afgehandeld. Er was echter geen structurele schade aan de terminal, waardoor al snel weer een deel van de terminal in gebruik kon worden genomen.